# Esther Tallada Seco
Esther Tallada Seco (Alella, 1975) és una traductora literària catalana. Ha traduït al català autors com George Orwell, Elizabeth Strout, Marilynne Robinson i Sherman Alexie. S'han destacat especialment les seves traduccions de William Faulkner, havent estat guardonada, l'any 2019, amb el Premi Crítica Serra d'Or de Literatura i Assaig per la seva versió de Llum d'agost. De les seves traduccions de l'obra de Faulkner se n'ha reconegut la seva tasca de reflectir el registre col·loquial i l'oralitat presents en l'autor, propis dels ambients populars del sud dels Estats Units, amb un vocabulari català provinent de també de l'oralitat popular; així com la tasca de versionar les paraules compostes resultants de la creativitat faulkneriana.

## Traduccions
- Sherman Alexie: Danses de guerra (2012), ISBN 978-84-92440-88-7
- William Faulkner: La mansió (2017), ISBN 978-84-16987-10-8; Llum d'agost (2018), ISBN 978-84-16987-32-0; Mentre em moria (2019), ISBN 978-84-16987-47-4.
- George Orwell: Dies a Birmània (2003), ISBN 978-84-96061-12-5.
- Marilynne Robinson: Lila (2015), ISBN 978-84-15835-58-5; Vida de casa (2016) ISBN 978-84-15835-73-8; Gilead (2018), ISBN 978-84-16987-23-8.
- Elizabeth Strout: Olive Kitteridge (2010), ISBN 978-84-92440-44-3; Em dic Lucy Barton (2016), ISBN 978-84-15835-84-4; Tot és possible (2017) ISBN 978-84-16987-14-6; Llum de febrer (2021), ISBN 978-84-16987-81-8.

## Articles
- Tallada, Esther «A la llum del calidoscopi d'agost». VISAT. La revista digital de literatura i traducció del PEN català. PEN CATALÀ, 26, tardor 2018 [Consulta: 9 setembre 2019].